# 11324 Hayamizu
11324 Hayamizu este un asteroid din centura principală de asteroizi.

## Descriere
11324 Hayamizu este un asteroid din centura principală de asteroizi. A fost descoperit pe 30 august 1995 la Kitami de Kin Endate și Kazuro Watanabe. Asteroidul prezintă o orbită caracterizată de o semiaxă mare de 2,55 ua, o excentricitate de 0,15 și o înclinație de 5,6° în raport cu ecliptica.